# Tillandsia confinis
Tillandsia confinis là một loài thuộc chi Tillandsia. Đây là loài bản địa của Bolivia và Ecuador.